# Sirène de Cagniard-Latour
Pour les articles homonymes, voir sirène (homonymie).

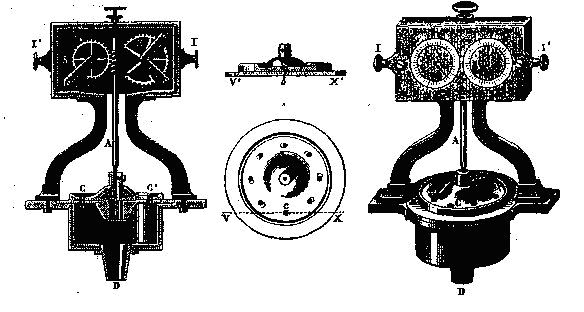
Schéma d'une sirène de Cagniard-Latour.

La sirène de Cagniard-Latour est un dispositif mécanique capable de produire des sons à une fréquence déterminée et réglable. Elle était également utilisée pour déterminer la fréquence acoustique de vibration d'un objet.
L'instrument de mesure porte le nom de son inventeur, le physicien et ingénieur français Charles Cagniard de Latour, qui l'a imaginé et testé en 1819. Elle sera fabriquée dès 1819.

## Description
À un cylindre métallique est suspendu un cadre avec deux cadrans à aiguilles qui servent de compte-tours. L’axe de ce cylindre (A) est une vis sans fin qui fait tourner les aiguilles au moyen de roues dentées, solidaire d’un disque.
La boîte cylindrique communique par sa base avec une soufflerie. A l'opposé, la boite dispose d'un plateau couvercle percé de seize trous inclinés. Sur ce plateau s'applique à frottement doux, un disque mobile, présentant le même nombre de trous inclinés en sens inverse.
| - Sirène de Cagniard-Latour de face avec les deux cadrans à aiguilles. - Autre côté avec la vis sans fin. |

## Fonctionnement
Le son est déterminé par le courant d'air provenant d'une soufflerie qui passe par une série de trous distribués à égale distance sur les circonférences de deux plateaux métalliques, dont l'un est fixe et l'autre mobile. Lorsque les trous se superposent, le courant d'air passe et sa force d'impulsion agissant sur les canaux obliques qui forment les trous déterminent le mouvement du plateau supérieur. Par ce mouvement même, la coïncidence cesse, puis se rétablit, ce qui détermine un écoulement pulsé rayonnant un son périodique. Le son est d’autant plus aigu que la rotation du plateau supérieur est plus rapide. Les cadrans servent de compte-tours, grâce auquel on peut déduire la fréquence du son.
L'instrument est composé d'un disque fixe sur la circonférence extérieure duquel sont percés des trous à distance constante les uns des autres, et d'un autre disque coaxial au précédent, cette fois-ci rotatif, équipé d'une série de trous circulaires percés obliquement et en parfaite correspondance avec les trous du disque fixe, sur lesquels frappe un flux d'air provenant d'un tube spécial. Grâce à l'inclinaison des trous, le disque mobile est mis en mouvement circulaire plus le flux est rapide. Au cours de sa rotation, les trous des deux disques alternent entre des positions concordantes, dans lesquelles l'air peut passer librement à travers les trous des deux disques, et des positions non concordantes, dans lesquelles l'air ne peut pas passer. Le courant d'air est alors interrompu périodiquement, ce qui entraîne le même nombre de vibrations. Connaissant le nombre de trous et le nombre de tours effectués en une unité de temps par le disque en mouvement, on peut déterminer le nombre de vibrations de la sirène.
Avec une bonne oreille, on peut régler le flux d'air de la sirène de manière qu'elle émette un son identique à celui d'un autre objet (corde de piano, tuyau d'orgue, etc.) afin de connaître le nombre de vibrations de l'objet lui-même. Souvent, la sirène est équipée d'un cadre spécial sur lequel est monté un tachymètre pour faciliter la lecture des données.

## Choix du nom
Son inventeur a remarqué qu'il pouvait produire un son sous l'eau et a choisi le nom de « sirène » pour son invention  en référence aux créatures chantantes marines de l'Odyssée d'Homère.

## Applications
Cagniard de Latour a utilisé sa sirène pour répondre à diverses questions scientifiques. Il l'utilise non seulement pour mesurer les fréquences musicales (hauteur), mais aussi la vitesse des ailes d'un moustique (10 000 battements par seconde). Il a montré que la sirène fonctionnait comme signal d'alarme sur les navires et a indiqué qu'elle émettait même un son sous l'eau (en utilisant la pression de l'eau au lieu de la pression de l'air). Sa sirène a ensuite été utilisée pour mesurer la vitesse du son dans l'eau, et c'est cette propriété "d'être sonore dans l'eau" qui lui a valu le nom de sirène.
L'un des avantages de la conception de cette invention était qu'elle était simple et compacte. La pression de l'air qui produit le son est également utilisée pour entraîner le disque rotatif. Pour ce faire, les trous des deux disques ont été percés en oblique, à des angles tels que le disque supérieur commence à tourner automatiquement, comme une turbine, lorsque la pression de l'air est appliquée. Cependant, cette même caractéristique a causé l'un des problèmes de la sirène. Comme elle était actionnée par la même pression d'air que celle qui produisait le son, il fallait augmenter la pression d'air pour produire des sons plus aigus sur la sirène, ce qui signifiait que le son était également plus fort. L'inverse est vrai pour les notes graves. Dans l'ensemble, les sirènes de ce type sont douces dans les graves et stridentes dans les aigus. En ce qui concerne les mesures réelles, la sirène est également limitée par le fait qu'elle dépend de l'ouïe humaine. Dans des conditions idéales, un chercheur à l'ouïe sensible pourrait utiliser la sirène de Cagniard-Latour pour distinguer des sons séparés d'une fraction de longueur d'onde.

## Soufflerie
La soufflerie est le dispositif qui permet de fournir le courant d’air nécessaire pour faire fonctionner la sirène à l'instar de celle d'un orgue. Il s'agit généralement d'un soufflet placé sous la table d'expérience animé  par une pédale.